# Pentachloornaftaleen
Pentachloornaftaleen (C10H3Cl5) is de benaming voor de organische verbinding van naftaleen en 5 chlooratomen. De stof kent 14 isomeren; het generisch CAS-nummer voor alle isomeren is 1321-64-8. Hieronder staat een lijst van de isomeren:
| - 1,2,3,4,5-pentachloornaftaleen - 1,2,3,4,6-pentachloornaftaleen - 1,2,3,5,6-pentachloornaftaleen - 1,2,3,5,7-pentachloornaftaleen - 1,2,3,5,8-pentachloornaftaleen - 1,2,3,6,7-pentachloornaftaleen - 1,2,3,6,8-pentachloornaftaleen - 1,2,3,7,8-pentachloornaftaleen - 1,2,4,5,6-pentachloornaftaleen - 1,2,4,5,7-pentachloornaftaleen - 1,2,4,5,8-pentachloornaftaleen - 1,2,4,6,7-pentachloornaftaleen - 1,2,4,6,8-pentachloornaftaleen - 1,2,4,7,8-pentachloornaftaleen | De nummers in de namen verwijzen naar de plaatsen in bovenstaande structuurformule van naftaleen: de chlooratomen zitten vast op de door de nummers aangegeven plaatsen. |

## Toxicologie en veiligheid
De isomeren komen voor als een witte of lichtgele vaste stof met een kenmerkende, aromatische geur.
De stof ontleedt bij verbranding, met vorming van giftige gassen, onder andere waterstofchloride. Ze reageert met sterk oxiderende stoffen. Pentachloornaftalenen zijn irriterend voor de huid en de ogen. Herhaald of langdurig huidcontact kan huidontsteking veroorzaken (chlooracne). Ze kan ook negatieve effecten hebben op de lever, met als gevolg een verstoorde werking.